# Retablu

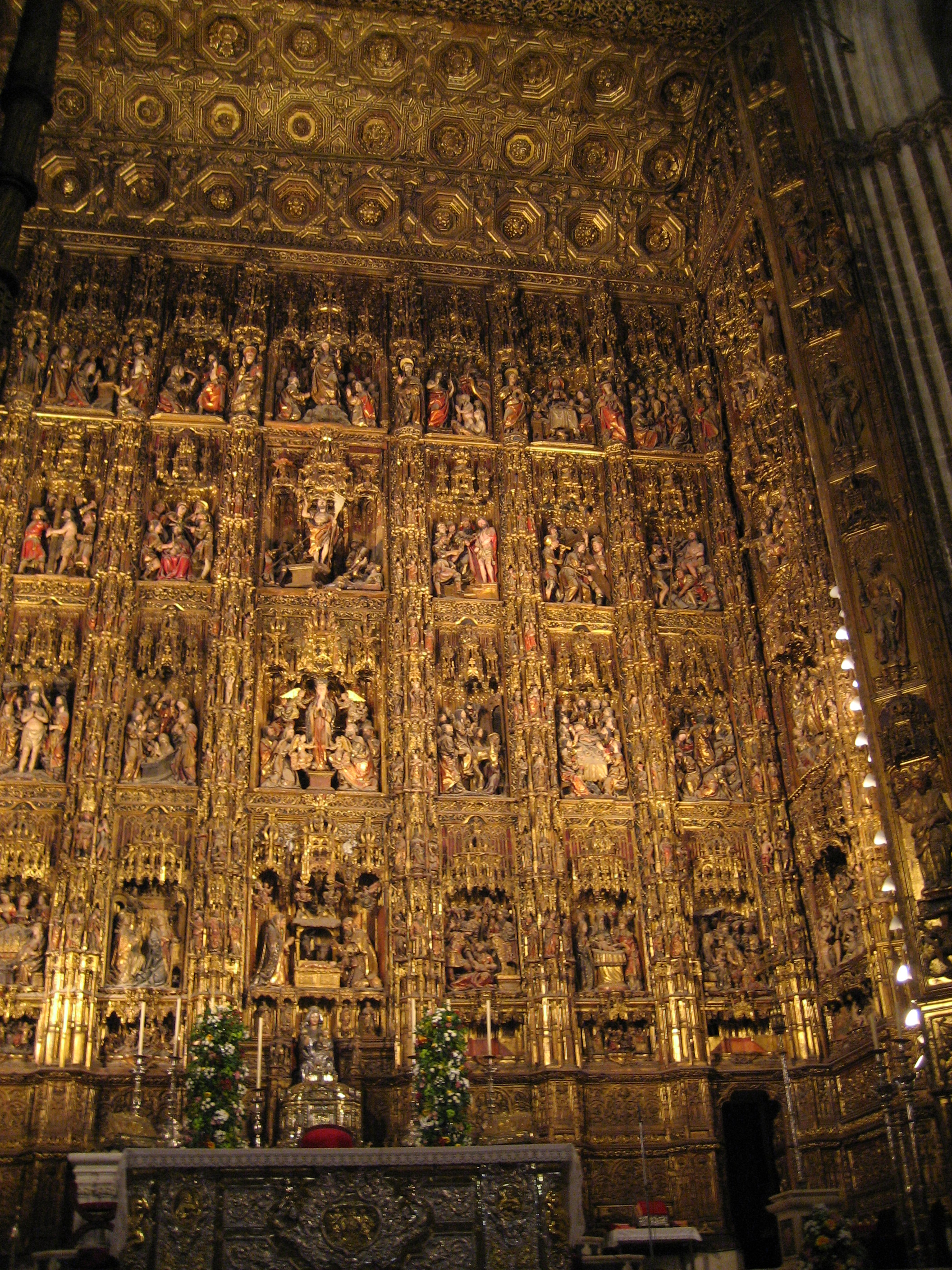
Retablul Catedralei din Sevilia

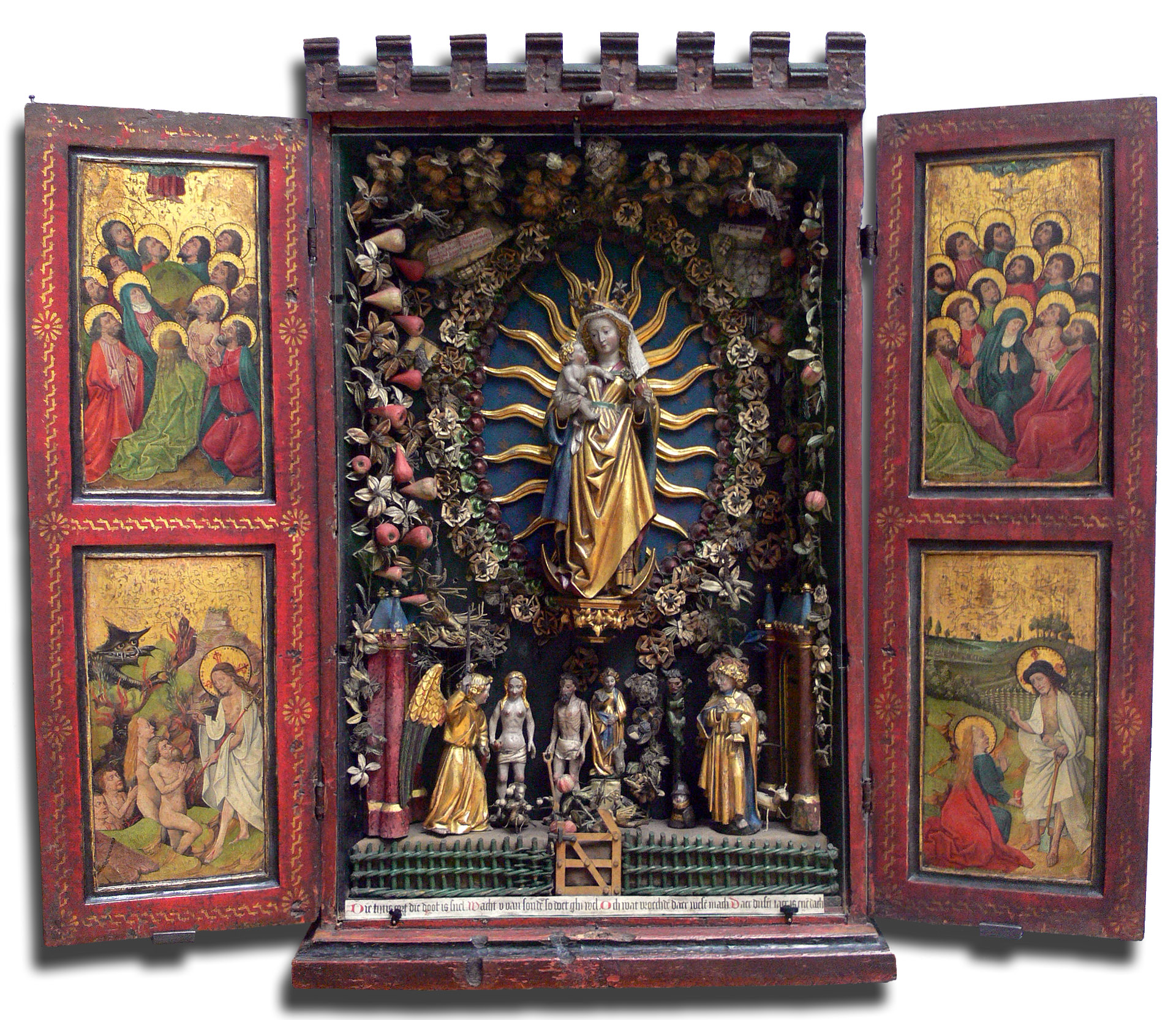
Retable flamand du Brabant (XVIe)

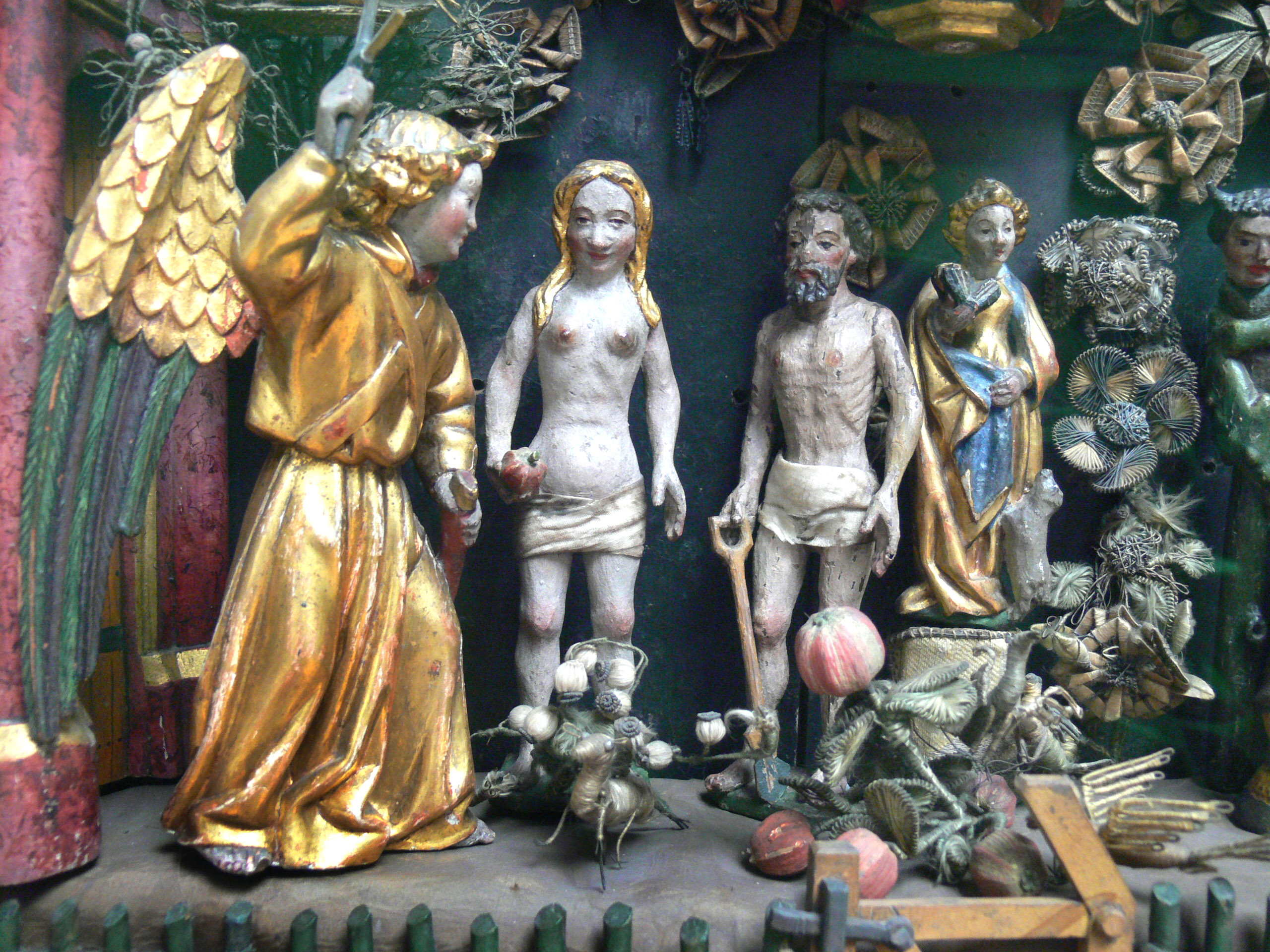
Détail du retable flamand ci-dessus (Brabant, XVIe) avec éléments de 1/2 ronde bosse et de ronde bosse, orné de fleurs et fruits de tissus et fils

Retablul (din latină retro tabula altaris) este un panou vertical (de obicei sculptat) așezat în spatele altarului în bisericile catolice și evanghelice. În italiană este numit pala d'altare.
Spre deosebire de retablu, iconostasul, specific bisericilor orientale, se află în fața altarului.

## Galerie

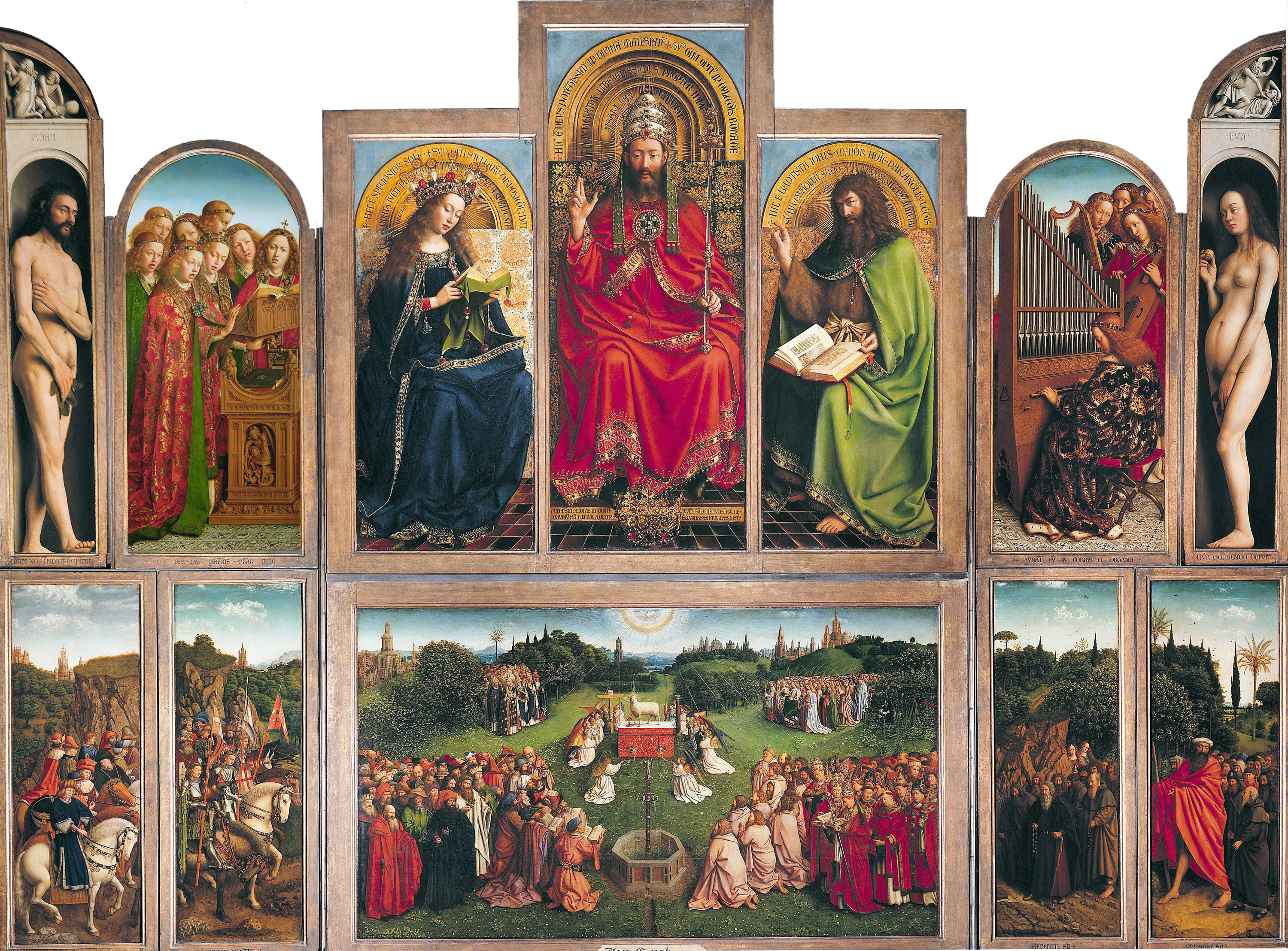
Gand, Retablul mielului mistic, pictat de Van Eyck
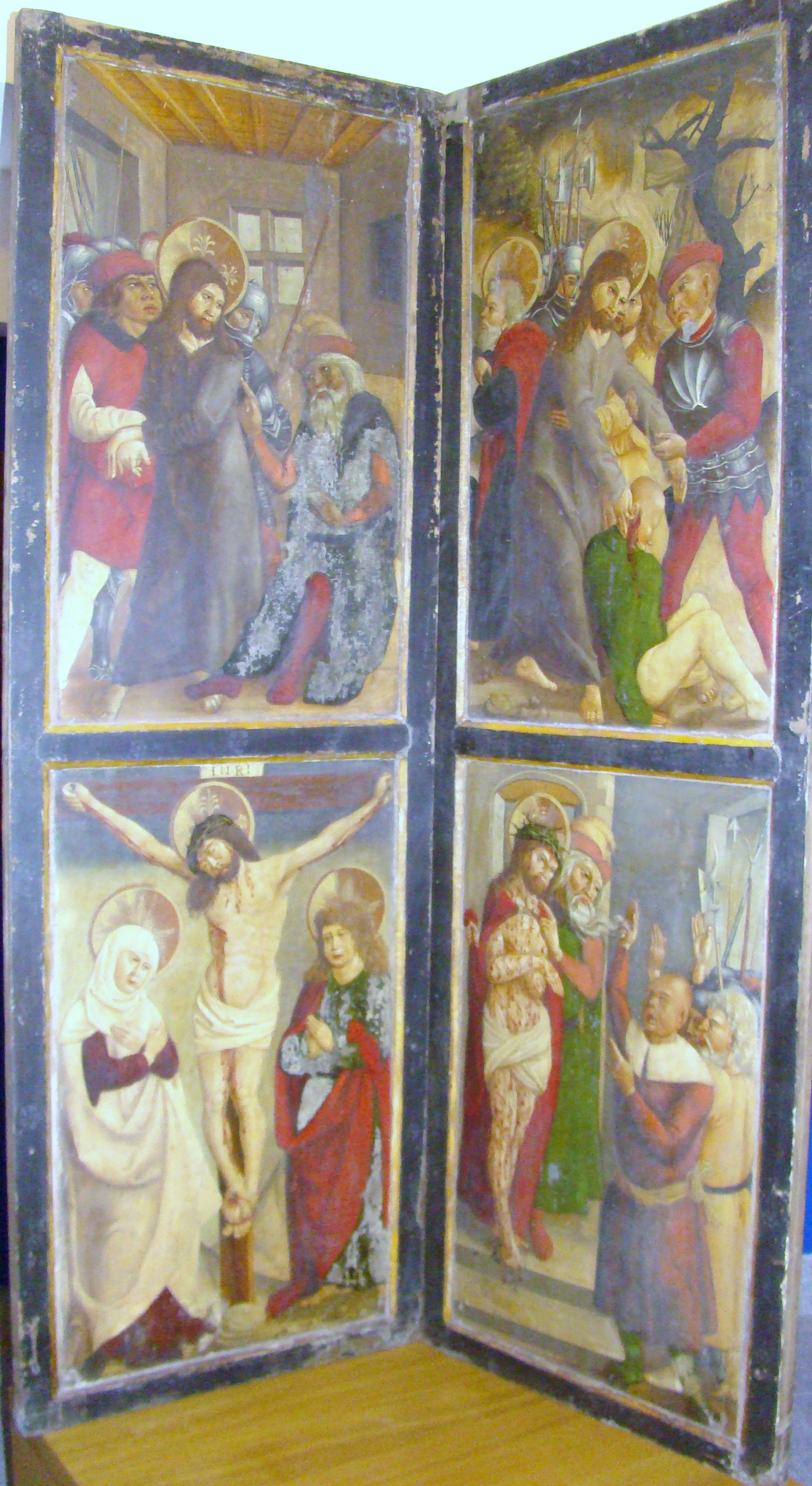
Retablul poliptic de la Călățele, Cluj
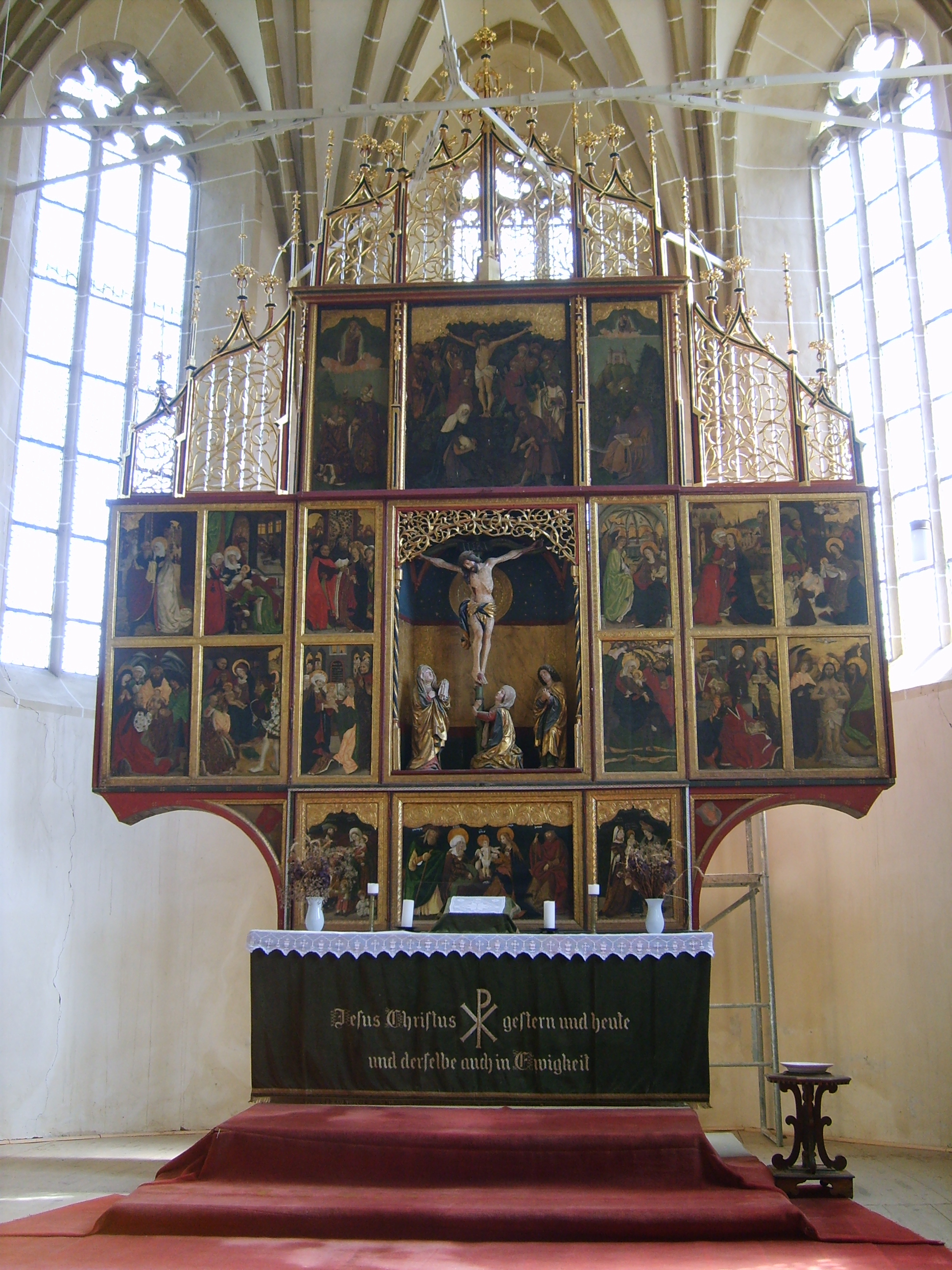
Altarul de la Biertan